# تشاه علي ناجي الثانية (اسفندار)
تشاه علي ناجي الثانية (بالإنجليزية: Chah-e Shomareh-ye Yek va Do Ali Naji Rafsanjani)‏ هي منطقة سكنية تقع في إيران في يزد.